# Cerejeiras
Cerejeiras est une municipalité brésilienne située dans l'État du Rondônia.